# Intent to Destroy (Original Motion Picture Soundtrack)
Intent to Destroy (Original Motion Picture Soundtrack) è la seconda colonna sonora del cantautore statunitense Serj Tankian, pubblicata il 17 novembre 2017 dalla Lakeshore Records.

## Descrizione
Contiene musica realizzata dal cantautore per il film Intent to Destroy diretto da Joe Berlinger e incentrato sul genocidio armeno.

## Tracce
1. Massacre (Extended Length Bonus) – 5:26
2. Answer to Denialists – 2:31
3. Turkish Generals – 5:36
4. Railway – 2:59
5. Scout Tufenkian Scene (Bonus) – 0:54
6. Death March – 1:57
7. Table Read – 1:15
8. 40 Days – 1:54
9. Turkish & Armenian Histories – 2:06
10. Opening Scene – 3:54
11. Atom Egoyan Scene – 1:19
12. Musa Dagh Climb – 2:44
13. Ataturk Treaties and Strategy – 2:23
14. Peter Balakian Scene – 2:02
15. Canon Blast – 1:08
16. Denialists – 4:12
17. River Staging – 2:39
18. Massacre – 5:12
19. Hanging Village – 2:47
20. Palace Balcony – 3:45
21. Med School – 1:12
22. End of Production – 3:17
23. Intent to Live – 2:01
24. Turkish History Changed – 6:56
25. Hrant Dink (Extended Length Bonus) – 3:24